# جسيمات فضة نانوية

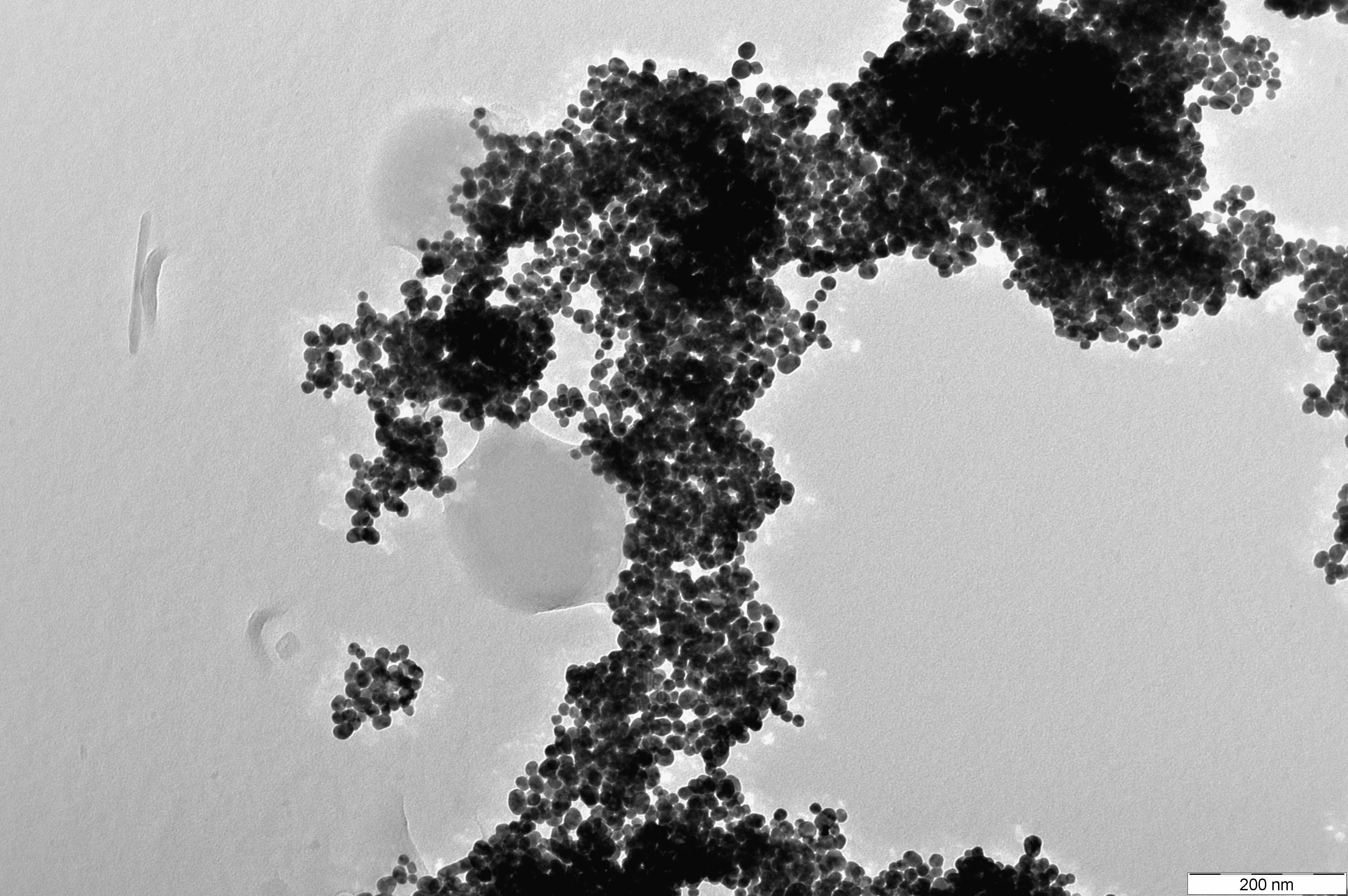
صورة مجهرية لجسيمات فضة نانوية

جسيمات الفضة النانوية هي جسيمات متناهية الصغر للفضة، بمعنى أنها جسيمات الفضة التي يتراوح حجمها ما بين (1 نانومتر - 100 نانومتر) وعادة ما وُصفت بأنها «فضة» وبعضها يتكون من نسبة مئوية كبيرة من أكسيد الفضة نظراً للنسبة السطحية الكبيرة التي يمتلكها مقارنة مع ذرات الفضة السائبة.

## التخليق «التحضير»
هناك طرق عديدة ومختلفة لإنتاج جسيمات الفضة النانوية ويمكن تقسيمها إلى ثلاث فئات عريضة: الترسيب الفيزيائي للبخار (PVD)، غرس الأيونات، أو الكيمياء الرطبة.

### زرع الأيونات
على الرغم من انها قد تبدو غير بديهية إلا أن غرس الأيونات قد تم استخدامه لتصنيع جسيمات الفضة النانوية. وأظهرت هذه العملية إنتاج جسيمات الفضة المتضمنه في البولي يوريثين والسيليكونو البولي إيثيلينو البولي ميثيل ميثاأكريلات. وتنمو الجسيمات على الركيزة بواسطة قصف الأيونات.ويتم إثبات وجود الجسيمات النانونية بواسطة الامتصاص الضوئي وذلك على الرغم من عدم معرفة طبيعة الجزيئات التي تم إنشاؤها باستخدام هذه الطريقة.

### الكيمياء الرطبة
هناك العديد من الطرق الكيميائية الرطبة التي تُستخدم في إنتاج جسيمات الفضة النانوية. وعادة ما تتضمن هذه العلمية على حدوث اختزال لملح من أملاح الفضة مثل نترات الفضة AgNO3 وباستخدام عامل مختزل مثل بوروهيدريد الصوديوم NaBH-4 وذلك في وجود مثبت غروي. وقد تم استخدام بوروهيدريد الصوديوم مع كحول البولي فينيل والبيروليدون بولي فينيل ومصل زلال أو ألبيومين الأبقار (BSA) والسترات والسليلوز كعوامل مثبته. في حالة (BSA) المجموعات الحاملة للكبريت والأكسجين والنيتروجين تخفف من الطاقة السطحية العالية للجسيمات النانوية أثناء عملية الاختزال. ووجد أن مجموعة الهيدروكسيل في السليلوز تساعد على استقرار الجسيمات. ويحتوي البوليدوبامين المغلف للسليلوز البكتيري المغناطيسي على مجموعات متعددة الوظائف والتي تعمل بمثابة العوامل المختزلة في إعداد موقع أو الوضع الطبيعي للمواد النانوية المُضادة للبكتريا المعاد استخدامها. وقد تم استخدام السيترات والسليلوز لإنتاج جسيمات الفضة النانوية المستقلة عن العامل المختزل كذلك. وهناك طريقة جديدة إضافية للكيمياء الرطبة والمستخدمة في إنتاج جسيمات الفضة النانوية قد أخذت فرصة استخدام البيتا-داي جلوكوز كسكر مُختزل والنشا كمثبت.
أيضاً من المهم أن نلاحظ أن ليس كل الجسيمات النانوية قد صُنعت متشابهه. وقد تبّين أن الحجم والشكل قد يكون لهم تأثير على فعالية الجسم. بالإضافة إلى ذلك فإن حجم الجانب الكريستالي ومحتوى الأكسيد وعدة عوامل أخرى قد تؤثر أيضاً على الخصائص المضادة للميكروبات.

## الاستخدامات
انظر أيضًا: الاستخدامات الطبية للفضة
في العقود الماضية وجدت جسيمات الفضة النانوية تطبيقاتها في الحفز، البصريات، الإلكترونيات، وفي غيرها من المجالات نظراً لحجمها الفريد وهذا ماتعتمد عليه البصريات، وخواصها الكهربية والمغناطيسية. حالياً معظم التطبيقات الخاصة بجسيمات الفضة النانوية تمركزت في العوامل المضادة للبكتريا والمضادة للفطريات وفي مجال التكنولوجيا الحيوية والهندسة البيولوجية، هندسة النسيج، معالجة المياه، والمنتجات الاستهلاكية القائمة على الفضة.
هناك أيضاً محاولة لدمج جسيمات الفضة النانوية في مجموعة واسعة من الأجهزة الطبية على سبيل المثال لا الحصر:
- أسمنت العظم
- أدوات الجراحة
- الأقنعه الجراحية الواقية
- ضمادات الجروح

وقد قامت شركة سامسونج بتصنيع وتسويق مادة تسمى «نانو فضة» والتي تحتوي على جسيمات الفضة النانوية على أسطح الأجهزة المنزلية.
وقد تم استخدام جسيمات الفضة النانوية ككاثود في بطارية أكسيد الفضة.

## الاهتمامات الصحية
تمّ الربط بين التعرض للفضة وعواقب الالتهابات، الأكسدة، سمّية الجينات، سمّية الخلايا؛ وتتراكم جسيمات الفضة في المقام الأول في الكبد. ولكن تبّين أيضاً سمّيته في الأجهزة الأخرى بما في ذلك الدماغ.
الفضة الأيونية لديها تاريخ طويل من الاستخدام في التطبيقات الطبية الموضعية حيث ثبت أن الفضة الأيونية إذا تواجدت بكميات دقيقة وصحيحة تعتبر مناسبة في علاج الجروح. وقد وافقت منظمة الغذاء والأدوية الأمريكية على استخدام مجموعه واسعه من مختلف ضمادات الجروح المشبعه بالفضة. وأصبحت جسيمات الفضة النانوية الآن تحل محل سلفاديازين الفضة كعامل فّعال في علاج الجروح.
- ردّ فعل الحساسية: في حين أن هناك أدلة مؤكدة تشير إلى احتمال وجود حساسية تجاه الفضة هناك استعراض موسع وشامل من المؤلفات الطبية والتي لا تشير إلى وجود أي مصداقية لهذا الاحتمال.[12] بعض سبائك الفضة التي تحتوي على النيكل تثير رد فعل أو تفاعل تحسسي.
- التصبغ والتلون بالفضة: الفضة أو مركبات الفضة التي يتم ابتلاعها بما في ذلك الفضة الغروية، يمكنها ان تسبب حالة تسمى (أرغيريا أو التصبغ بالفضة) وهي تغير في لون الجلد والأعضاء.وفي عام 2006 كان هناك دراسة لحالة شاب في السابعة عشر من عمره والذي قد أصيب بحروق تصل إلى (30%) من جسده حيث شهد وجود مؤقت للون رمادي مزرق وذلك بعد عدة أيام من علاجه ب«أكتيكوت» وهو أحد أنواع ضمادات الجروح المحتوية على جسيمات الفضة النانوية.[13] أرغيريا أو التصبغ بالفضة هو ترسب الفضة في الأنسجة العميقة وهي حالة لا يمكن أن تحدث على أساس مؤقت مما يثير تساؤل عمَّا إذا كان سبب تلون الرجل كان التصبغ أو حتى نتيجة لهذه المعاملة بالفضة.[14] ومن المعروف أن ضمادات الفضة تسبب «تغير عابر» في اللون والذي يتلاشى خلال (2-14) يوم ولكنها لا تسبب تغير دائم (بحاجة لمصدر).

- صمام القلب سيلزون "Silzone": قامت سانت جود الطبية بإطلاق صمام قلب ميكانيكي مغلف بحياكة من الفضة (تم طلائه أو تغليفه بمساعدة ترسيب الفضة باستخدام شعاع أيوني) وذلك عام (1997).[15] وقد تم تصميم هذا الصمام للحد من حالات التهاب الشغاف القلبي وتمت الموافقة على بيع هذا الصمام في كندا وأوروبا والولايات المتحدة ومعظم الأسواق الأخرى في جميع أنحاء العالم. وفي دراسة بعد التسويق أشار الباحثون إلى أن هذا الصمام منع نشوب الأنسجة وأنشأ تسرب مجاور للصمام وحدث ارتخاء في الصمام في أكثر الحالات سوءا وبعد ثلاثة سنوات في السوق وعدد مرات زراعه لهذا الصمام قدره (36000) أشارت سانت جود الطبية إلى التوقف الطوعي عن إنتاج هذا الصمام.